# Dalmacijavino
Dalmacijavino d.d. u stečaju je hrvatska tvrtka sa sjedištem na adresi Obala kneza Domagoja 15 u Splitu. Osnovna djelatnost je proizvodnja vina, alkoholnih i bezalkoholnih pića. Tvrtka se nalazi u stečaju od proljeća 2012. godine. Poznata je po proizvodnji bezalkoholnog pića Pipi.

## Povijest
Pravni prethodni Dalmacijavina bila je zagrebačka tvrtka Vinalko, osnovana 1946. godine s ciljem revitalizacije vinarske industrije na čitavom području Hrvatske. Godine 1948. odvojila se Vinalko - veletrgovina vinom i žestokim pićima sa sjedištem u Splitu od jedinstvene tvrtke "Vinalko". Tu je tvrtku 1952. godine preuzeo Narodni odbor grada Splita. Splitska tvrtka imala je ispostave u Šibeniku, Dubrovniku, te podrume u Splitu, Kaštel Starom i Novom, Bolu, Komolcu i u Šibeniku.
Godine 1951. osniva se još jedna vinarska tvrtka, Dalmatinac, s velikim brojem vlastitih točionica. Dana 3. lipnja 1958. godine N.O. općine Split osnovao je Vinarske podrume, koja je 26. lipnja 1960. godine promijenila ime u Dalmacijavino. Imala je skladišne kapacitete u istočnom dijelu splitske luke, kod Katalinića briga. Godine 1961. "Dalmacijavinu" se pripaja "Dalmatinac", a sljedeće godine i "Vinalko", čime je 1. siječnja 1963. godine započela s radom jedinstvena nova tvrtka "Dalmacijavino, poduzeće za proizvodnju, preradu, doradu i promet poljoprivrednih proizvoda". Tijekom 60-ih godina 20. stoljeća, "Dalmacijavinu" se pripaja poljoprivredno dobro "Vrgorka" iz Vrgoraca (1967.) te "Vinarija Drniš", poslovna jedinica iz sastava PIK "Petrovo polje" (1968.).
Poduzeće bilježi značajan gospodarski rast tijekom 70-ih, što se očituje u velikim aktivnostima poput dogradnje vinarije s novom punionicom u gradskoj luci, izgradnje nove tvornice bezalkoholnih pića, tvornice kvasine u Drnišu i dogradnjom tvornice žestokih pića u sjevernoj splitskoj luci te sadnjom vinograda u Dalmaciji.
Smanjenjem tržišta nakon raspada SFRJ, jačanjem konkurencije i kao posljedica ratnih neprilika, Dalmacijavino počinje bilježiti 90-ih značajan pad prizvodnje i prodaje. U veljači 2001. izvršena je pretvorba i poduzeće je postalo dioničko društvo pod imenom "Dalmacijavino d.d.". U svibnju 2012. godine otvoren je stečajni postupak i imenovan stečajni upravitelj.

## Glavni proizvodi Dalmacijavina d.d.

### Alkoholna pića
- Amaro 18
- Prošek Dioklecijan

### Bezalkoholna pića
- Pipi (Pipi narančada, Pipi bitter lemon, Pipi tonic water i Pipi Hajduk)
- Orela

### Ostali proizvodi
- Kvasina